# Pylaemenes coronatus
Pylaemenes coronatus är en insektsart som först beskrevs av Haan 1842.  Pylaemenes coronatus ingår i släktet Pylaemenes och familjen Heteropterygidae. Inga underarter finns listade i Catalogue of Life.